# Clorato de amonio
El clorato de amonio es un compuesto inorgánico de fórmula NH4ClO3. Es muy inestable y se emplea en la fabricación de explosivos.

## Obtención
Se obtiene por neutralización del ácido clórico ya sea con amoníaco o con carbonato de amonio:
{\displaystyle HClO_{3}\ +\ NH_{3}\to NH_{4}ClO_{3}}
Otro método consiste en precipitar clorato de bario, clorato de estroncio o clorato de calcio con carbonato de amonio o sulfato de amonio, produciendo el precipitado de carbonato o sulfato respectivo y una disolución de clorato de amonio. El clorato de amonio cristaliza en agujas pequeñas, y es fácilmente soluble en agua.
{\displaystyle \scriptstyle (NH_{4})_{2}SO_{4\ (aq)}\ +\ Ba(ClO_{3})_{2\ (aq)}\ \to \ 2\ NH_{4}ClO_{3\ (aq)}\ +\ BaSO_{4\ (s)}}

## Propiedades
Al calentar, el clorato de amonio se descompone a unos 102 °C, con la liberación de nitrógeno, cloro y oxígeno. Es soluble en alcohol acuoso diluido, pero insoluble en alcohol concentrado. Este compuesto es un oxidante fuerte y nunca se debe almacenar con materiales inflamables.
El clorato de amonio es un oxidante muy inestable y se descompone, a veces violentamente, a temperatura ambiente. Va a explotar cuando se expone a la luz solar durante unos minutos o tras un choque.  Incluso sus disoluciones son conocidas por ser inestables.  Debido a la naturaleza peligrosa de esta sal sólo debe mantenerse en disolución cuando sea necesario, y nunca se debe dejar cristalizar. Está incluido en la lista de sustancias cuyo transporte está prohibido por el Departamento de Transporte de Estados Unidos.